# Larkspur (Californie)
Pour les articles homonymes, voir Larkspur.
Larkspur est une municipalité située dans le comté de Marin en Californie, aux États-Unis. Larkspur est à 4,8 km au sud de San Rafael et au nord de San Francisco près du mont Tamalpais, à une altitude de 13 m. En 2020, la population est estimée à 13 064 habitants.

## Démographie
| 1910 | 1920 | 1930  | 1940  | 1950  | 1960  |
| ---- | ---- | ----- | ----- | ----- | ----- |
| 594  | 612  | 1 241 | 1 558 | 2 905 | 5 710 |

| 1970   | 1980   | 1990   | 2000   | 2010   | - |
| ------ | ------ | ------ | ------ | ------ | - |
| 10 487 | 11 064 | 11 070 | 12 014 | 11 926 | - |